# 瓦哈根·哈恰图良
瓦哈根·加尔尼基·哈恰图良（發音：[vɑˈhɑɡən χɑt͡ʃʰɑtuɾˈjɑn]，1959年4月22日—）是一位亚美尼亚政治人物，第五任及现任亚美尼亚总统。曾担任埃里温市长（1992－1996）和亚美尼亚高科技产业部部长（2021-2022）。

## 生平
哈恰图良出生于亚美尼亚南部城市锡西安。1980年毕业于埃里温国家经济学院。早年曾在企业工作，之后历任埃里温市议会议员（1990-1996）、埃里温市议会执行委员会主席（埃里温市长，1992-1996）、亚美尼亚国民议会议员（1995-1999）、亚美尼亚总统顾问（1996-1998）、政治、法律和经济研究中心副主席（2002-）、高科技产业部部长（2021-2022）等职务。
2022年1月，亚美尼亚时任总统阿尔缅·萨尔基相宣布辞职，执政党随后提名哈恰图良为唯一总统候选人。3月3日亚美尼亚国民议会通过投票选举瓦哈根·哈恰图良为新一届总统。3月13日，哈恰图良宣誓就职。